# プリンセス プリンセスの公演一覧
この記事は日本のロックバンドプリンセス プリンセス（活動期間1983-1996年、2011-2012年、2016年）の公演の一覧である。